# Audella Beebe Hyatt
Audella "Della" Beebe Hyatt (1840 – 1932) foi uma ilustradora e aquarelista americana. Nascida em Kinderhook, Nova York, casou-se com o paleontólogo Alpheus Hyatt em 1867. Grande parte da sua vida foi passada em casas em Annisquam, Massachusetts e Cape Ann, Massachusetts. Della ajudou o seu marido na sua pesquisa, fornecendo ilustrações para os seus livros sobre a vida marinha e trabalhos paleontológicos, mas era uma artista talentosa por mérito próprio, tendo estudado com o pintor de Boston William Morris Hunt no seu estúdio de verão em Gloucester e mais tarde com Helen M. Knowlton. As suas obras encontram-se mantidas em museus um pouco por todos os Estados Unidos, incluindo o Museu Cape Ann.
Alpheus e Della tiveram quatro filhos.